# Polyrhachis similis
Polyrhachis similis är en myrart som beskrevs av Hugo Viehmeyer 1912. Polyrhachis similis ingår i släktet Polyrhachis och familjen myror.

## Underarter
Arten delas in i följande underarter:
- P. s. angustior
- P. s. similis